# Encyclopédie nationale
Une encyclopédie nationale et culturelle est une encyclopédie qui tente de présenter toutes les connaissances connues sur une nation ou une culture.
Les représentants typiques sont :
- La Grande Encyclopédie soviétique
- L'Encyclopédie canadienne (publié depuis 1985 par Mel Hurtig, anglophone et francophone, depuis 2006 disponible gratuitement sur Internet)
- L'Encyclopaedia Judaica
- L'Encyclopédie de l'Ukraine moderne